# キューピッドに目隠しをするヴィーナス
『キューピッドに目隠しをするヴィーナス』（キューピッドにめかくしをするヴィーナス、伊: Venere che benda amore, 英: Venus Blindfolding Cupid）は、イタリア、ルネサンス期のヴェネツィア派の巨匠ティツィアーノ・ヴェチェッリオが1565年ごろに制作した絵画である。油彩。晩年のティツィアーノを代表する神話画ないし寓意画であり、主題については諸説あるが、一般的に愛と美の女神ヴィーナスによって目隠しをされるキューピッドを描いた作品と考えられている。保存状態は極めて良好である。現在はローマのボルゲーゼ美術館に所蔵されており、またワシントンD.C.のナショナル・ギャラリーにティツィアーノの工房あるいは追随者のバージョンが所蔵されている。

## 作品
ヴィーナスは2人のキューピッドの間に座り、一方のキューピッドの顔に愛の盲目さを象徴するリボンを巻きつけて、その両眼を覆い隠している。もう一方のキューピッドはヴィーナスの肩に手を置いて、女神の背中に寄り掛かるようにして立ち、肩越しにその光景を眺めている。おそらくもう1人のキューピッドはヴィーナスに盲目的な愛が危険であることを助言しているが、ヴィーナスはどこか悪戯っぽい表情で彼の方を振り返っている。目隠しをされるキューピッドは武器である弓矢を持っていないが、彼女たちに随行する2人の女性像がそれぞれ弓と矢筒を携えており、悪戯好きの幼児神に手渡すべくヴィーナスが目隠しを縛り終えるのを待ち構えている。画面奥の女性が弓を差し出しているのに対して、手前の女性は矢筒から矢を抜こうとしつつも、武器を渡すことを危惧しているかのようである。画面の右側は大きく開けた窓があり、広大な山々の風景が広がっている。

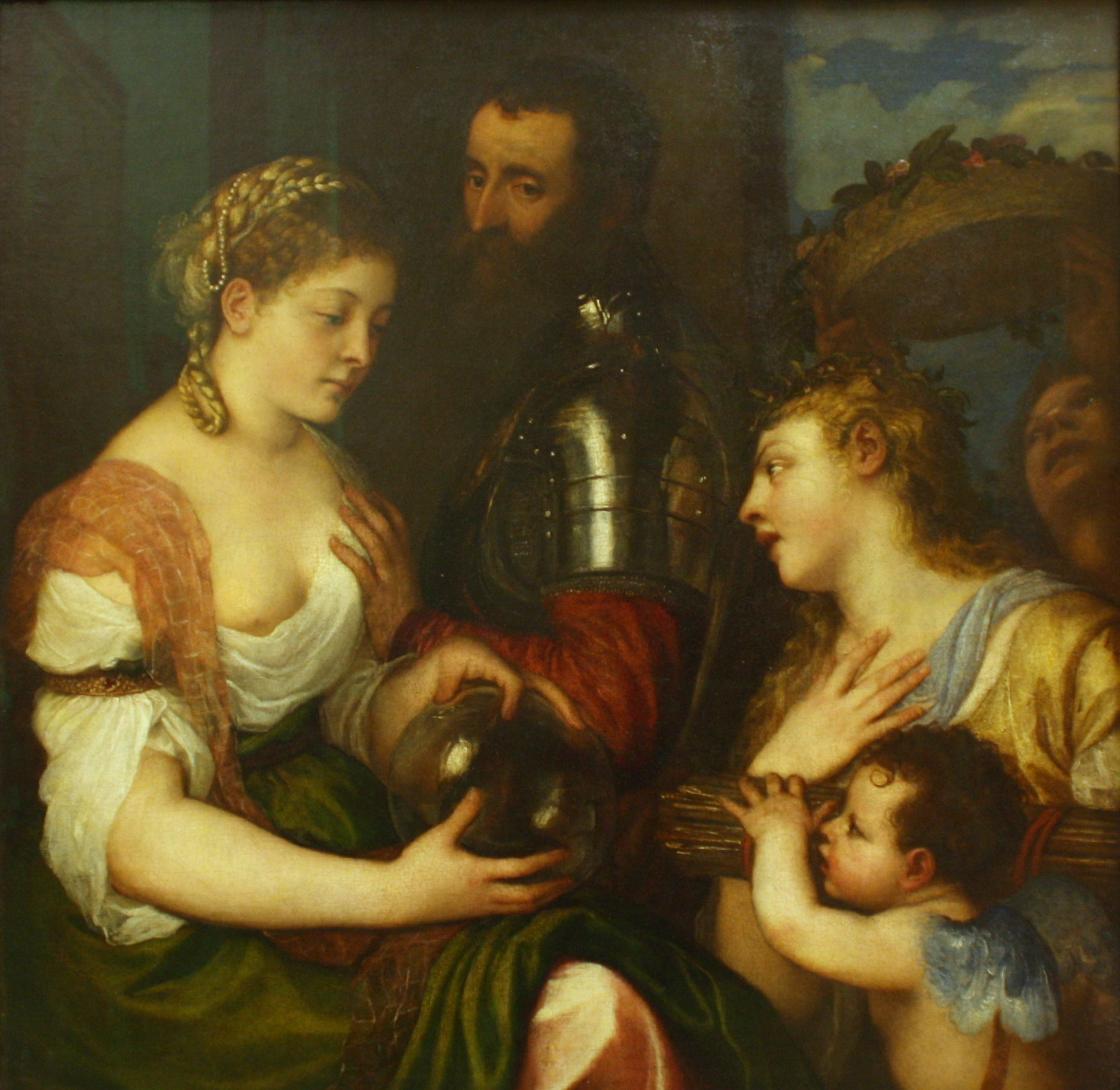
ティツィアーノが1530年ごろに制作した『結婚の寓意』。ルーヴル美術館所蔵。

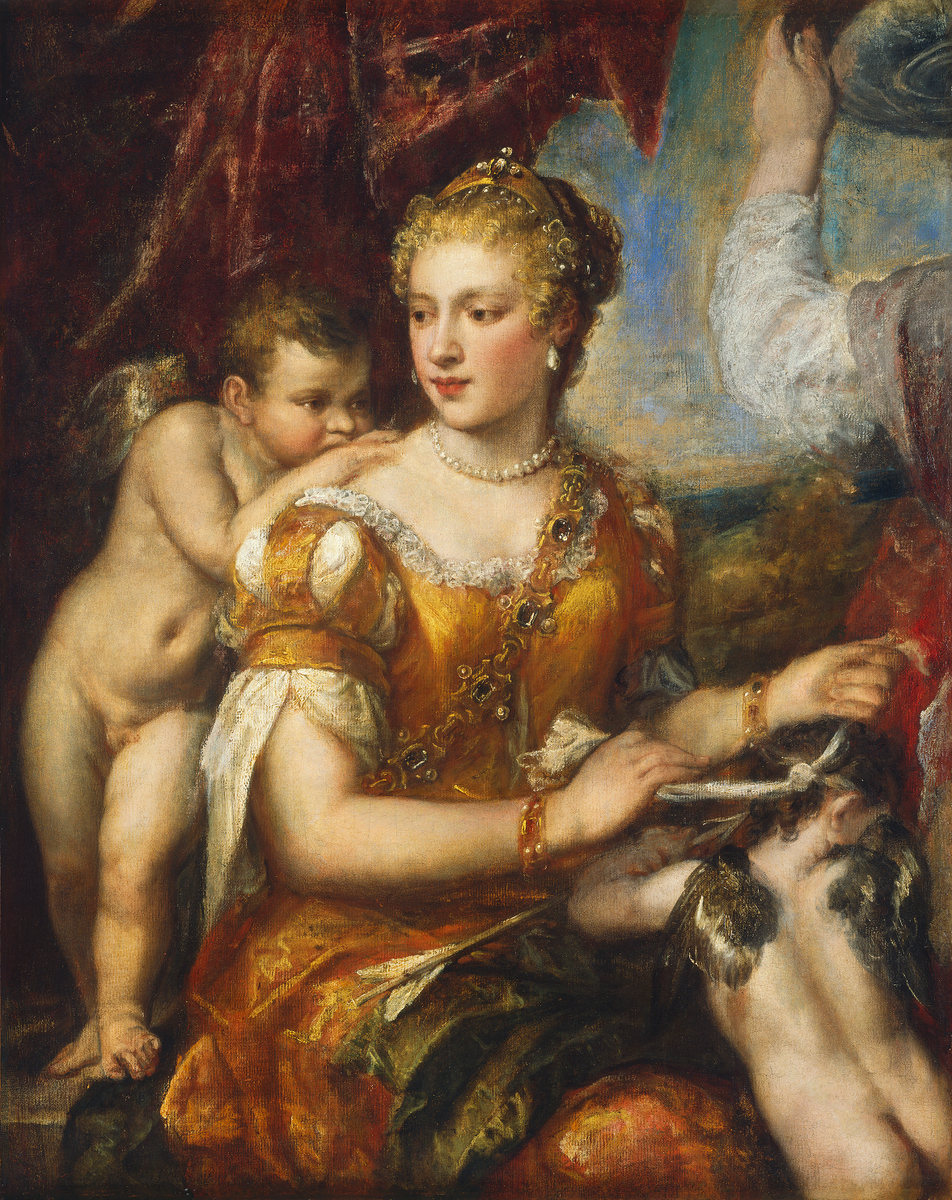
ワシントンD.C.のナショナル・ギャラリー所蔵。

絵画を新プラトン主義によって解釈したエルヴィン・パノフスキーによると、ヴィーナスの背後の目が見えるキューピッドは神への愛アンテロスであり、目隠しされたキューピッドは地上と結びついた愛エロスである。
構図は1530年ごろに制作した『結婚の寓意』（Allegory of Marriage）に基づいている。ティツィアーノの芸術が成熟した後の作品であることは暖かく豊潤な色彩が物語っており、美術史家アドルフォ・ヴェントゥーリは制作年代を1565年ごろに位置づけている。
これまで絵画が様々な題名で呼ばれてきたことは、本作品の解釈の難しさを如実に物語っている。『キューピッドに目隠しをするヴィーナス』という題名は1613年に登場するが、バロック期の画家であり芸術家の伝記作家でもあるカルロ・リドルフィは絵画に登場する女性像を三美神と解釈して『三美神とキューピッドと羊飼い』と呼んでいる（1648年）。しかしその数年後には絵画は『ヴィーナスと二人のニンフ』の名で呼ばれている（1650年）。19世紀以降も『キューピッドの教育』（Philips、1898年）、『キューピッドの準備』（William Suida、1933年）、『愛を武装解除するウェスタ』（Friedländer、1967年）と呼ばれている。美術評論家ジョヴァンニ・バティスタ・カヴァルカゼルはこの主題をヴィーナスによって目隠しされるキューピッドと考え、美術史家リオネロ・ヴェントゥーリはアプレイウスの『黄金の驢馬』に由来する可能性があると主張した。エドガー・ウィントは弓を持った人物をディアナとし、ヴィーナスによって擬人化され、貞潔な愛と目隠しされたキューピッドによって描かれた盲目的な情熱の2つの側面で具体化された、愛の手ほどきの瞬間を表していると述べている。
X線撮影による科学的調査はティツィアーノがもともとヴィーナスと2人の女性像の間に、もう1人の花篭を持った女性を描こうとしていたことを明らかにした。ワシントンのナショナル・ギャラリーに所蔵されている本作品のヴァリアントでは、花篭は盆に変更されているが、ティツィアーノの初期の構想に基づいて制作されたものである。しかし制作後のある時期に絵画の右側が切断された結果、盆を持った女性の左腕だけが画面の右側に残されている。

## 来歴
本作品はおそらく1608年に枢機卿スピキオーネ・ボルゲーゼが枢機卿パオロ・エミリオ・スフォンドラトから取得した絵画の1つと考えられている。1613年にアンニーバレ・ドゥランテ（Annibale Durante）が制作した二枚貝の貝殻をモチーフにした額縁に収められた。カミッロ・フィリッポ・ボルゲーゼとポーリーヌ・ボナパルトの結婚後にトリノとパリに送られたが、1813年にローマに返還された。

## 影響
ジョヴァンニ・モレッリはティツィアーノの後に制作された『キューピッドに目隠しをするヴィーナス』の数多くの複製を記録している。バロック期の画家アンソニー・ヴァン・ダイクはイタリアを訪れた際に本作品の研究を残している。これは現在チャッツワース・ハウスに所蔵されている。またヴィレム・ファン・ハーヒトは芸術作品の架空の収集室を描いた絵画作品の中に『キューピッドに目隠しをするヴィーナス』を描き込んでいる。

## ギャラリー

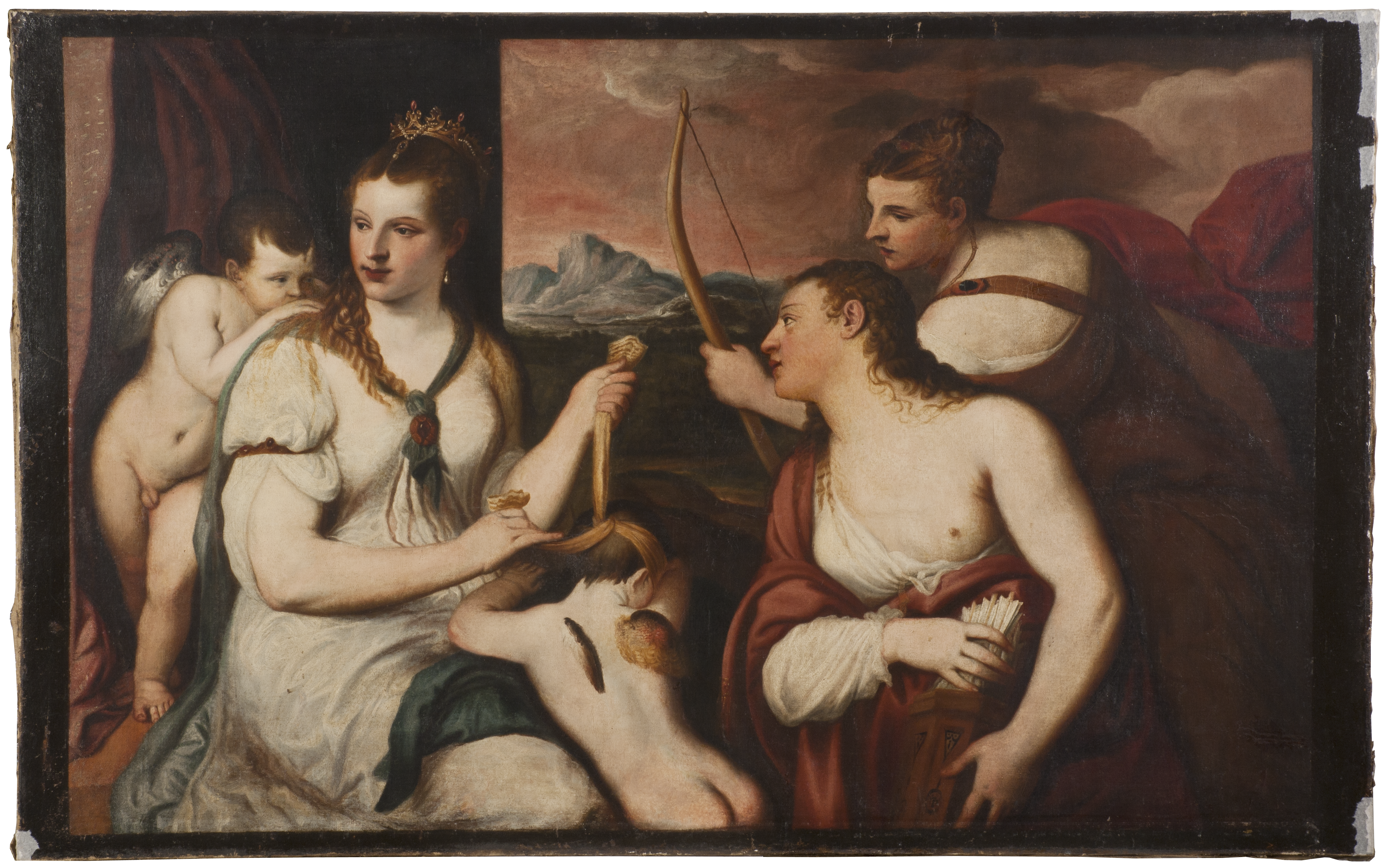
アンドレア・スキャヴォーネによる複製 スウェーデン国立美術館所蔵
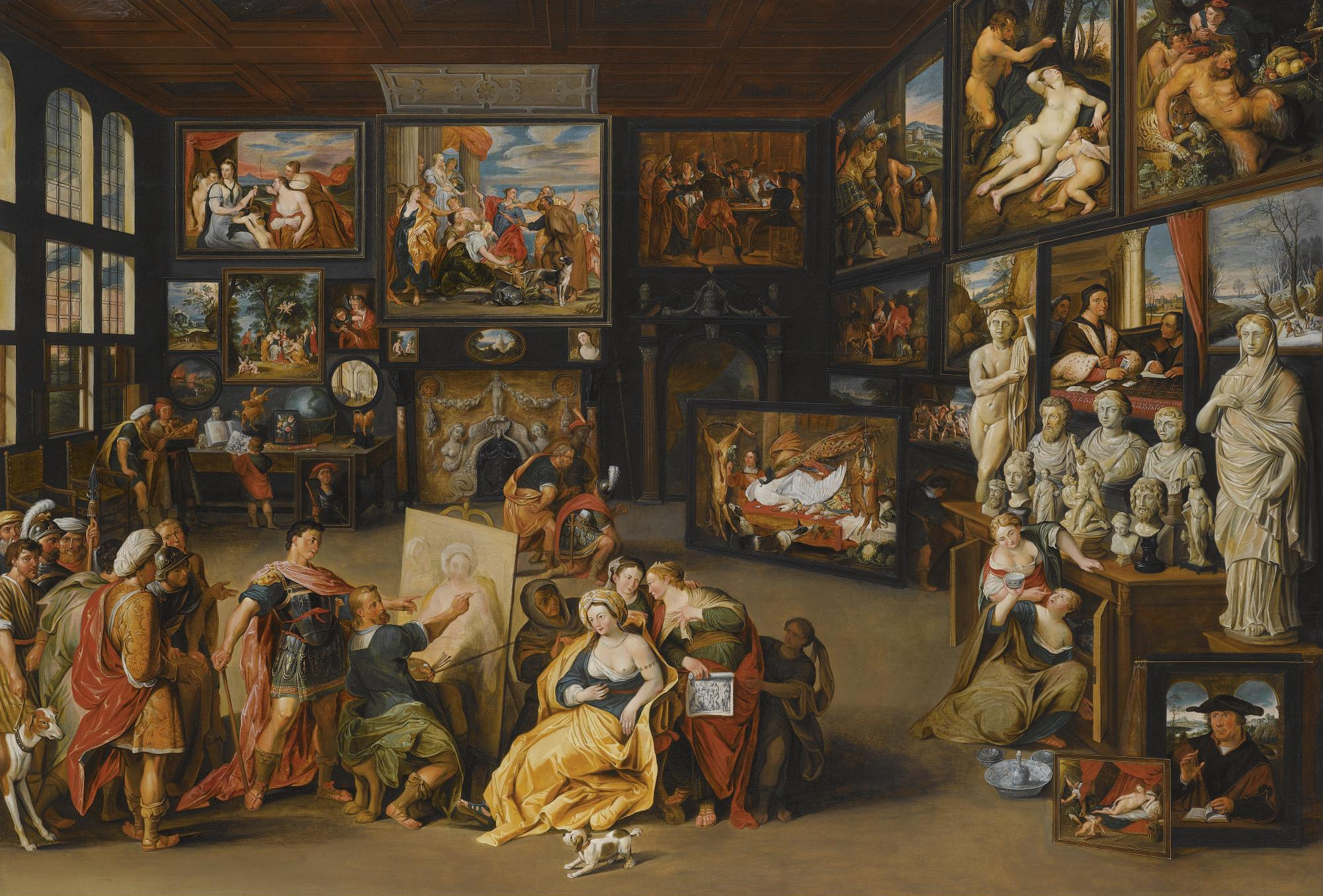
ヴィレム・ファン・ハーヒト『カンパスペを描くアペレス』（1作目） 個人蔵
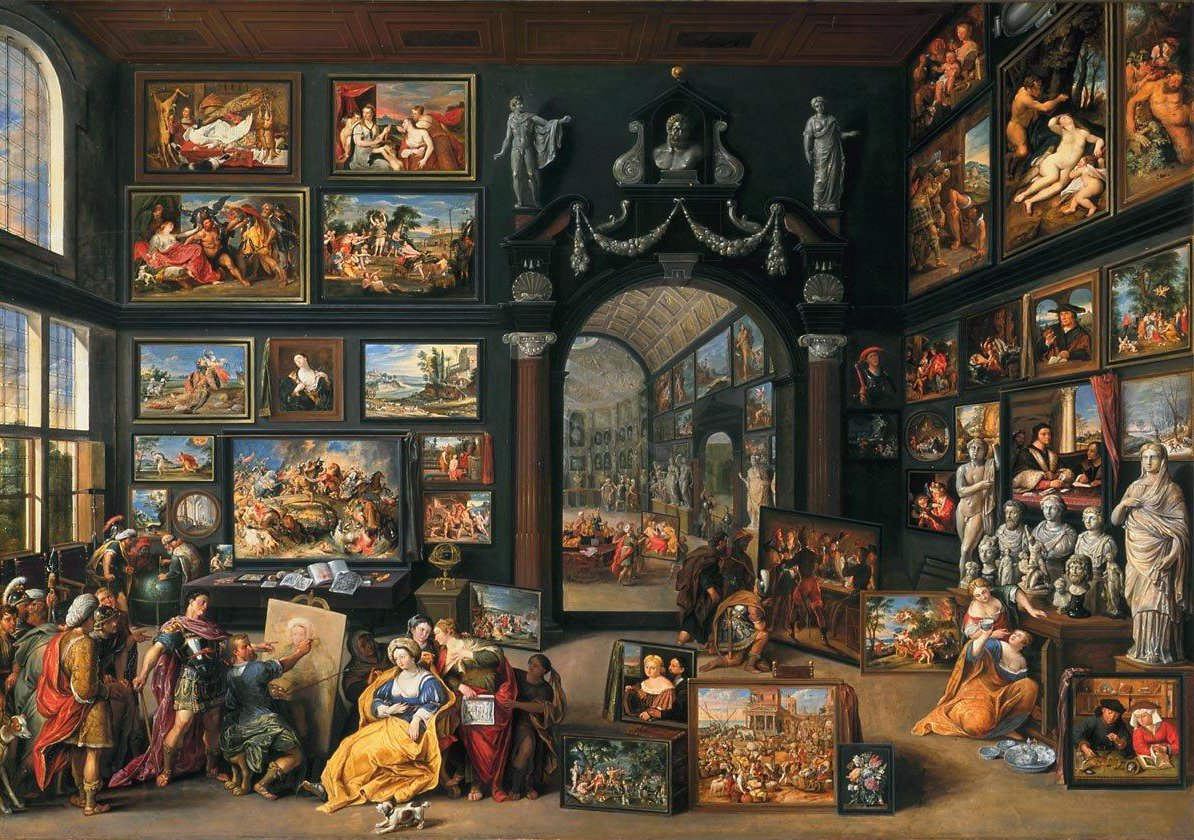
ヴィレム・ファン・ハーヒト『カンパスペを描くアペレス』（2作目） デン・ハーグ、マウリッツハイス美術館所蔵